# حكاية وردة
حكاية وردة (بالتركية: Gül Masalı)‏ هو مسلسل دراما تركي من بطولة إرديم كايناركا وغولبر أوزدمير، عرض المسلسل على قناة أي تي في من 19 يونيو إلى 16 أكتوبر 2022.

## بطولة
- إرديم كايناركا
- غولبر أوزدمير